# Erika Zlocha
Erika Zlocha (* 8. April 1939 in Wien) ist eine ehemalige österreichische Schauspielerin und Tänzerin.

## Leben und Wirken
Erika Zlocha wurde ab 1947 an der Ballettschule der Wiener Staatsoper von Adele Krausenecker und Risa Dirtl zur Balletttänzerin ausgebildet. Privat erhielt sie noch Unterricht von Willy Fränzl und wurde außerdem im Ausland, hierbei vor allem in Matilda Felixowna Kschessinskajas Ballettschule in Paris, ausgebildet. Im Jahre 1953 schaffte sie es in das Corps des Wiener Staatsopernballetts und gab zwei Jahre später ihr Debüt als Solotänzerin. Der Australier Gordon Hamilton trat viele Jahre als Choreograf Zlochas in Erscheinung; ihre Beziehung wird als einzigartig beschrieben. Im Laufe ihrer rund drei Jahrzehnte andauernden Laufbahn als professionelle Tänzerin wirkte sie an unzähligen Aufführungen an der Wiener Staatsoper mit und war auch an zahlreichen Vorstellungen bei den Salzburger und Bregenzer Festspielen beteiligt. Des Weiteren nahm sie an einer Vielzahl an Tourneen im Ausland teil, ehe sie sich im Jahre 1982, mittlerweile 43-jährig, von der Bühne zurückzog.
Heute (Stand: 2019) lebt Zlocha in einer Wohnung in Sievering, einem Stadtteil des 19. Wiener Gemeindebezirks Döbling.